# 高橋長英
高橋 長英（たかはし ちょうえい〈本名の読みは「おさひで」〉、1942年11月29日 - ）は、日本の俳優。アンテーヌ所属。

## 来歴・人物
神奈川県横浜市出身・在住。関東学院高等学校卒業後、上智大学法学部法律学科に進学するも中退し、1963年に俳優座養成所第15期生として入所する。養成所卒業後はフリーで活動する。単発のテレビドラマ出演を経て、1968年に『二人の恋人』で映画デビューする。
以降も映画やテレビドラマにおいて、存在感ある脇役として活躍した。悲劇的な善役から狂気的な悪役まで、幅広い演技力を活かして多彩な役柄を演じている。映画では伊丹十三監督作品の常連として多くの話題作に出演した。九条の会賛同者である。
2010年から地元でもある横浜市での朗読劇の開催にも力を入れている。2015年、トム・プロジェクトプロデュース公演『Sweet Home スィートホーム』で、第50回紀伊國屋演劇賞個人賞を受賞。

## 出演
※「 - 」は役名

### テレビドラマ
- 特別機動捜査隊（NET / 東映）
  - 第266話「日曜日の死角」（1966年）
  - 第305話「富士山頂」（1967年） - 津川
- 七人の刑事（TBS）
  - 第266話「ふたりだけの銀座」（1967年）
  - 第356話「ハプニング殺人」（1968年）
- ザ・ガードマン（TBS / 大映テレビ室）
  - 第128話「殺しのお知らせ」（1967年）
  - 第151話「氷と女神」（1968年）
  - 第177話「女猫宝石泥棒」（1968年） - 黒部
  - 第200話「殺人者に明日はない」（1969年）
- 風 第7話「その火薬をわたすな」（1967年、TBS / 松竹）
- 三匹の侍（CX）
  - 第5シリーズ 第11話「罠」（1967年） - 白川左近
  - 第6シリーズ 第8話「犬侍奮戦録」（1968年） - 清次
- 青空に叫ぼう 第22話「ひったくり」（1967年、NET）
- 太陽野郎 第17話「我らの英雄」（1968年、NTV / 東宝）
- 花王愛の劇場 / 若きいのちの日記（1969年、TBS）
- ふりかえった娘（1969年、NTV / 松竹）
- 右門捕物帖 第13話「人情親子橋」（1969年、NTV / 東宝）
- 大坂城の女（1970年、KTV / 東映） - 豊臣秀頼
- 男は度胸（1970年、NHK総合） - 高田郡兵衛
- 柳生十兵衛 第26話「艶笑女人の里」（1971年、CX / 東映）
- おれは男だ! 第24話「ボールに賭けろ!」（1971年、NTV / 松竹）
- 徳川おんな絵巻 第38話「子供がいっぱい」・第39話「みなしごたちの太陽」（1971年、KTV / 東映） - 細川重賢
- 天皇の世紀 第2話「野火」（1971年、ABC / 国際放映） - 金子重輔
- おらんだ左近事件帖 第6話「コロリの謎」（1971年、CX / 東宝） - 日向数馬
- ポーラテレビ小説 / ひまわりの道（1971年 - 1972年、TBS） - 小泉
- 弥次喜多隠密道中 第6話「下部の女」（1971年、NTV / 歌舞伎座テレビ室）
- 鬼平犯科帳 第2シリーズ 第7話「夜狐」（1971年、NET / 東宝） - 弥吉
- キイハンター（TBS / 東映）
  - 第192話「亡霊が招く華麗な墓場」（1971年） - ヒデキ
  - 第231話「真夜中、むごく静かに殺せ!」（1972年） - 牧
- 水戸黄門（TBS / C.A.L）
  - 第2部 第31話「家宝奪還作戦 -柳河-」（1971年4月26日）- 十時数馬
  - 第3部 第11話「恩讐の通し矢 -岡崎-」（1972年2月7日） - 遊佐新八郎
  - 第4部 第13話「曲わっぱの恋 -大館-」（1973年4月16日） - 三木文之進
  - 第8部 第9話「人情しだれ柳 -岡崎-」（1977年9月12日） - 松屋幸平
  - 第10部 第20話「名工二代志野茶碗 -多治見-」（1979年12月24日） - 卯之助
  - 第12部 第17話「備前緋襷兄弟茶碗 -岡山-」（1981年12月21日） - 勝次
  - 第28部 第30話「あばずれ娘と瀬戸の花嫁 -宮島-」（2000年10月23日） - 麻吉
  - 第42部 第8話「死ぬ気で生きろ！ -丸岡-」（2010年11月29日） - 波多野荘兵衛
- 銀河ドラマ / 家族会議（1972年、NHK）
- 木枯し紋次郎（CX / C.A.L）
  - 第1シーズン 第2話「地蔵峠の雨に消える」（1972年） - 十太
  - 第2シーズン 第13話「怨念坂を蛍が越えた」（1973年） - 螢の源吉
- お祭り銀次捕物帳 第2話「裏切られた女」（1972年、CX / 東映） - 留五郎
- シークレット部隊 第17話「結婚の夜! 消えた花嫁」（1972年、TBS / 大映テレビ）
- 荒野の素浪人 第47話「待ち伏せ 赤岩谷の竹槍隊」（1972年、NET / 三船プロ） - 卯平
- 眠狂四郎 第10話「荒野に女郎花が咲く」（1972年、KTV / 東映）
- 銭形平次 （CX / 東映）
  - 第300話「島破り」（1972年） - 源太
  - 第785話「逃亡者」（1981年） - 政吉
- 大江戸捜査網（12ch→TX / 三船プロ→ヴァンフィル）
  - 第96話「女賊・闇夜のお竜」（1973年） - 斉藤権十
  - 第570話「女の肌は二度燃える」（1982年） - 郷田靖之助
- 火曜日の女シリーズ「ガラス細工の家」（1973年、NTV / ユニオン映画）
- 非情のライセンス 第1シリーズ 第14話「兇悪の愛」（1973年、NET / 東映） - 北見雄三
- アイフル大作戦 第13話「逃亡と追跡! 赤い唇100万ドル」（1973年、TBS / 東映）
- 伝七捕物帳（1973年 - 1975年、NTV / ユニオン映画） - がってんの勘太
- 影同心（MBS / 東映）
  - 影同心 第8話「女のかたき殺し節」（1975年） - 伊八
  - 影同心II 第21話「木枯しの中の二人」（1976年） - 巳之吉
- 俺たちの勲章 第11話「鞄を持った女」（1975年、NTV / 東宝） - 立花真弓の兄
- 痛快! 河内山宗俊 第17話「火と燃えよ恋のかよい路」（1976年、CX / 勝プロ） - 大次郎
- 前略おふくろ様 第1シリーズ 第20話（1976年、NTV / 渡辺企画） - 遠藤栄輔
- 大都会 闘いの日々 第22話「スター」（1976年、NTV / 石原プロ） - 芝田ユウジ
- 新・二人の事件簿 暁に駆ける! 第15話「ツアー連続殺人事件」（1976年、ABC / 大映テレビ）
- 遠山の金さん 杉良太郎版 第1シリーズ （NET / 東映）
  - 第72話「罠にすがった女」（1977年） - 平四郎
- 同心部屋御用帳 江戸の旋風III 第19話「誇り高き泥棒」（1977年、CX / 東宝）
- 新・木枯し紋次郎 第13話「明日も無宿の次男坊」（1977年、12ch / C.A.L） - 白帆の宗助
- 森村誠一シリーズ 腐蝕の構造（1977年、MBS / 東映） - 名取一郎
- 大河ドラマ（NHK総合）
  - 花神（1977年） - 大久保一蔵
  - 山河燃ゆ（1984年） - マイケル城山
  - 徳川慶喜（1998年） - 横井小楠
  - 篤姫（2008年） - 月照 役
- 銀河テレビ小説（NHK総合）
  - 昭和の青春シリーズ3 春の谷間（1977年） - 林達三
  - やどかりは夢をみる（1984年） - 河野敏治
- 人形佐七捕物帳 第21話「花火に震える女」（1977年、ANB / 東映）
- 新選組始末記（1977年、MBS） - 山南敬助
- スターウルフ（1978年、YTV / 電通 / 円谷プロ） - リュウ
- 新・座頭市 第2シリーズ 第15話「女の鈴が哭いた」（1978年、CX / 勝プロ） - 菊次
- 白い巨塔（1978年 - 1979年、CX） - 柳原弘
- 江戸の渦潮 第15話「悲しみは愛の祈りを」（1978年、CX / 東宝）
- 西遊記 第6話「悟空破門! 三妖怪の罠」（1978年、NTV / 国際放映） - 黄袍怪
- 明日の刑事 第56話「プロ野球選手の汚い犯罪」（1978年、TBS / 大映テレビ）
- 大岡越前（TBS / C.A.L）
  - 第5部 第16話「通りゃんせ」（1978年5月22日） - 伊佐吉
  - 第14部 第20話「恥ずべき行い」（1996年11月4日） - 浦部門十郎
- 七瀬ふたたび（1979年、NHK総合） - 山村
- 不毛地帯（1979年、MBS） - 兵頭信一良
- 八丁堀暴れ軍団 最終話「打ち首志願 涙の親孝行」（1979年、12ch / C.A.L） - 佐吉
- ちょっとマイウェイ（NTV） - 森本 
  - 第5話「南代官山戦争!」（1979年）
  - 第8話「涙ながらのラジコンブルースよ」（1979年）
  - 第17話「結婚行進曲が聞こえてくるわよ」（1980年）
- 木曜ゴールデンドラマ（YTV）
  - ガン回廊の朝（1980年）
  - 母と妻のあいだで（1987年）
- 御宿かわせみ 第21話「お役者松」（1981年、NHK総合）
- 柳生あばれ旅 第21話「呪いの恋太鼓 -亀山-」（1981年、ANB / 東映） - 藤八
- 江戸の用心棒 第2話「ある仇討ち」（1981年、CX / 東宝 / 映像京都） - 大滝
- 時代劇スペシャル（CX）
  - 佐武と市 捕物控（1981年、東映） - 池上紋十郎
  - 素浪人罷り通る 血煙りの宿（1982年、三船プロ） - 真崎源之介
  - 十六文からす堂 初夜は死の匂い（1983年、三船プロ） - 鮫島主水
- 太陽にほえろ!（NTV / 東宝）
  - 第537話「赤い憎悪」（1982年） - 竹内勇
  - 第568話「悲しい汗」（1983年） - 関戸和夫
- 松平右近事件帳 第43話「鴉の長吉 何故泣くか」（1983年、NTV / ユニオン映画） - 長吉
- 眠狂四郎 無頼控 第6話「悪女の色香は殺しの匂い」（1983年、TX） - 野々呂甚内
- 横溝正史の鬼火 仮面の男と湖底の女（1983年、ANB）
- ニュードキュメンタリードラマ昭和 松本清張事件にせまる 第10回「スパイMの謀略」（1984年、ANB / 東映）
- 月曜ワイド劇場 / 不倫の子 戸籍裁判7年目の逆転 （1984年、ANB / 松竹）
- 私鉄沿線97分署（1984年 - 1986年、ANB / 国際放映） - 倉田徳夫刑事
- 火曜サスペンス劇場（NTV）
  - 松本清張スペシャル・一年半待て（1984年、松竹） - 須村要吉
  - 大奥殺人事件（1989年、東映） - 太田重兵衛
  - 隠し絵の女（1990年）
  - 地方記者・立花陽介1（1993年） ‐ 水口健
  - ラブレター（1995年、アズバーズ）
  - 追跡（1997年5月13日） - 捜査課長・本山修三[4]
  - 故郷（1997年12月9日） - 菅原庄輔
  - 転勤判事2「鬼怒川沿いの山道で襲われた夫婦…」（1998年） - 高杉保
  - 小京都ミステリー「越中落人伝説殺人事件」（1999年） - 高畑信介
  - 女優（1999年） - 宗像克己
  - 警部補 佃次郎「つぐない」（2000年） - 朝倉浩介
  - 検事・霞夕子「夏の記憶」（2003年） - 秋野公平
  - 事件記者・三上雄太3「犯人逃走援助懲戒免職」（2005年9月27日） - 吉野了平（元刑事）
- ドラマ女の手記「未婚の母でごめんね」（1986年、TX）
- 銭形平次 第22話「八五郎、恋の手習い」（1987年、NTV / ユニオン映画） - 皆川半之丞
- 女性作家サスペンス / 別れた理由（1988年、KTV / G・カンパニー）
- 三匹が斬る! 第21話（SP）「さらば三匹!満開の悪の花咲く京の都大路」（1988年、ANB / 東映） - 闇の佐太郎
- 長七郎江戸日記 第2シリーズ 第17話「夫婦飛脚・恋の綱引」（1988年、NTV / ユニオン映画） - 清二郎
- 月影兵庫あばれ旅 第1シリーズ 第1・2話「消えた姫君を追え!（前編・後編）」（1989年、TX / 松竹） - 宗像十太夫
- さすらい刑事旅情編II 第12話「寝台特急北斗星・層雲峡の女」（1989年、ANB）
- 月曜ドラマスペシャル / 黒い目撃者 美人母娘連続殺人! （1990年、TBS）
- 直木賞作家サスペンス / 氷の家（1990年、KTV / G・カンパニー）
- 山村美紗京都サスペンス / 水仙の花言葉は死「洛中洛外花ごよみ」（1990年4月23日、KTV） - 橋本警部
- 時代劇スペシャル / 銭形平次（1990年、CX） - 渡海屋
- 松本清張作家活動40年記念・砂の器（1991年、ANB / 大映テレビ） - 本浦千代吉
- 鬼平犯科帳（CX / 松竹）
  - 第2シリーズ スペシャル「殿さま栄五郎」（1990年） - 長沼の房吉
  - 第3シリーズ 第5話「熊五郎の顔」（1992年） - 信太郎 / 洲走の熊五郎
  - 第4シリーズ 第5話「深川・千鳥橋」（1993年） - 万三
  - 第7シリーズ 第4話「木の実鳥の宗八」（1997年） - 宮口伊織
  - 第9シリーズ 第2話「一寸の虫」（2001年） - 鹿谷の伴助
- 銭形平次（CX） ※北大路欣也版
  - 第1シリーズ 第15話「涙の殺人者」（1991年） - 大津屋
  - 第4シリーズ 第12話「幽霊からの手紙」（1994年） - 桔梗屋
- はだかの刑事 第15話「危険な天使」（1993年、NTV / 東映）
- 金曜エンタテイメント
  - 平成の女教祖（1994年） - 寺山隆
  - おばさんデカ 桜乙女の事件帖3（1995年） ‐ 岡田久雄
- 銀色の恋文（1994年、CX） - 真砂子健一
- 家政婦は見た!（1997年） ‐ 広田正信
- 土曜ドラマ（NHK総合）
  - 女たちの帝国（1997年） - 田中謙次
- 隠密奉行朝比奈 第2シリーズ 第10話「朝比奈暗殺計画」（1999年、CX / 東映） - 杉田淡路守
- ある日、嵐のように（2001年、NHK総合）
- 旗本退屈男 第4話「伏魔殿の血闘」（2001年、CX / 東映） - 阿部主計頭
- はんなり菊太郎 第3話「ほんまの母」（2002年、NHK総合）
- 御家人斬九郎 第5シリーズ 第6話「捨値五両」（2002年、CX / 映像京都） - 杉浦帯刀
- 月曜ミステリー劇場（TBS）
  - 税務調査官・窓際太郎の事件簿9（2002年12月13日） - 内村昭男
  - 横山秀夫サスペンス 真相（2005年5月2日） - 稲森太郎
- 元カレ 第3話「ペアのストラップ」・第4話「忘れられない恋心」（2003年、TBS）
- 御宿かわせみ 第二章 第8話「息子」（2004年、NHK総合） - 源太（大工棟梁）
- 忠臣蔵（2004年、EX） - 宝井其角
- 赤い運命（2005年、TBS） - 白百合園園長 役
- 相棒 Season 5 第3話「犯人はスズキ」（2006年、EX） - 池之端庄一
- 怪奇大作戦 セカンドファイル 第3話「人喰い樹」（2007年、NHK総合） - 榛名誠の父親
- スロースタート（2007年、NHK総合） - 谷口良平
- よろずや平四郎活人剣 第8話「燃える落日」（2007年、TX） - 勘七
- 水曜ミステリー9 / 監察医・篠宮葉月 死体は語る8（2007年、TX） - 亀山勝
- こどもの事情（2007年、TBS） - 平田（特別出演）
- 逃亡者おりん 第12話「母子、涙の仇討ち! 鈴鹿篇」（2007年、TX） - 清庵
- 月曜ゴールデン（TBS）
  - 世直し公務員 ザ・公証人7（2008年） - 鈴木一博
  - ヤメ判 新堂謙介 殺しの事件簿（2011年4月4日） - 田中幸三
- 新・科捜研の女 第4シリーズ 第2話「消えた現金輸送車! 空白の2分40秒の謎!!」（2008年、EX） - 藤田恒夫（警備会社社員）
- トップセールス（2008年、NHK総合） - 八代富雄
- 刺客請負人 第2シリーズ 第7話「抹殺指令」（2008年、TX） - 吉岡半蔵
- ねこタクシー（2010年） - 真泉平 役
- ハンチョウ〜神南署安積班〜シリーズ2  第9-10話（2010年3月、TBS） - 宮部医師
- 黄金の豚-会計検査庁 特別調査課- 第2話（2010年10月27日、NTV） - 竹中署長
- 金曜プレステージ（フジテレビ）
  - 警部補・佐々木丈太郎4（2011年11月25日） - 浜田徳次郎
- スペシャル時代劇 大岡越前（2013年、NHK BSプレミアム） - 村上源次郎 
  - スペシャル時代劇 大岡越前〜大波乱!宿命の白洲〜（2023年、NHK BS・BSプレミアム4K）[5]
  - 大岡越前7（2024年、NHK BS・BSプレミアム4K）[6]
- 悪霊病棟（2013年、MBS） - 石川勲
- 太陽の罠（2013年11月 - 12月、NHK総合） - 池上彰一郎
- 剣客商売シリーズ（2014年 - 、CX） ※ナレーション
- 限界集落株式会社（2015年1月 - 2月、NHK総合） - 小野宏
- 美女と男子 第3回「そのセリフに、愛を。」（2015年4月28日、NHK総合） - 加納洋輔
- この街の命に（2016年、WOWOW） - 草野繁
- 木曜ミステリースペシャル ドクター彦次郎4（2019年7月4日、テレビ朝日） - 三島茂夫
- 絶メシロード 第3話（2020年2月8日、テレビ東京） - 善養寺静雄
- 路〜台湾エクスプレス〜（2020年 、NHK総合） - 葉山勝一郎
- 半沢直樹（2020年8月9日 、TBS） - 玉置伸介

### 映画
- 新宿そだち（1968年、松竹） - 子安茂行
- 二人の恋人（1969年、東宝） - 加藤次郎
- 日本暗殺秘録（1969年、東映） - 古田大次郎
- 豹は走った（1970年、東宝） - 平松
- 呪いの館 血を吸う眼（1971年、東宝） - 佐伯
- 初めての旅（1971年、東宝） - 尾根勝
- 泣いてたまるか（1971年、松竹） - 秀男
- 海兵四号生徒（1971年、大映） - 矢沢孝之助
- 生まれかわった為五郎（1972年、松竹） - 正
- 音楽（1972年、ATG） - 麗子の兄
- エロスは甘き香り（1973年、日活） - 浩一
- 必殺仕掛人 春雪仕掛針（1974年、松竹） - 音二
- お吟さま（1978年、東宝） - 千少庵
- 漂流（1981年、東宝） - 音吉
- ひめゆりの塔（1982年、東宝） - 軍医
- きみが輝くとき（1985年、東宝東和） - 岡島利彦
- タンポポ（1985年、東宝 / 伊丹プロ） - 課長
- 人間の約束（1986年、東宝東和） - 中村武也
- マルサの女（1987年、東宝 / 伊丹プロ） - 取引課長
- トットチャンネル（1987年、東宝） - 新橋のオカマ
- ハチ公物語（1987年、松竹富士） - 間瀬課長
- 待ち濡れた女（1987年、にっかつ） - 長吉
- マルサの女2（1988年、東宝 / 伊丹プロ） - 商社員
- 帝都大戦（1989年、東宝） - 小笠原真教
- 陽炎（1992年、バンダイ・松竹） - 城島弥吉
- 復活の朝（1992年、松竹） - 加東仁
- 大病人（1993年、東宝 / 伊丹プロ） - 瀕死の病人
- 月光の夏（1993年、ヘラルド・エース） - 矢ヶ島謹司少佐
- さくら（1994年、ヘラルド・エース）
- 難波金融伝ミナミの帝王 劇場版 partVII「先物取引の蟻地獄」（1996年、ケイエスエス） - 筧
- スーパーの女（1996年、東宝 / 伊丹プロ） - 鮮魚部チーフ
- マルタイの女（1997年、東宝 / 伊丹プロ） - キタムラ班長
- 英二（1999年、東映） - 村川正次
- 郡上一揆（2000年、映画「郡上一揆」製作委員会） - 依田和泉守
- 風花（2001年、シネカノン） - 住職
- T.R.Y.（2003年、東映） - 陸軍参謀
- 帰郷（2005年、ビターズ・エンド） - 政義
- 不撓不屈（2007年、角川ヘラルド映画） - 弁護士
- それでもボクはやってない（2007年、アルタミラ・ピクチャーズ） - 板谷得治
- 北辰斜にさすところ（2007年、東京テアトル） - 北島憲吉
- 茶々 天涯の貴妃（2007年、東映） - 前田玄以
- 山桜（2008年、東京テアトル） - 磯村左次衛門
- 鶴彬－こころの軌跡－（2009年） - 井上剣花坊
- てぃだかんかん〜海とサンゴと小さな奇跡〜（2010年、ショウゲート）
- ねこタクシー（2010年、AMGエンタテインメント）
- 恐怖（2010年） - 平沢刑事
- 奇跡（2011年、ギャガ）
- はやぶさ/HAYABUSA（2011年、20世紀フォックス） - 萩原理
- この空の花 長岡花火物語（2012年、「長岡映画」製作委員会 / PSC） - 佐藤文彦牧師
- BUNGO〜ささやかな欲望〜 告白する紳士たち 「鮨」（2012年、角川映画）
- 渾身 KON-SHIN（2013年、松竹） - 坂本学
- 今日子と修一の場合（2013年、彩プロ）
- 友だちと歩こう（2013年、「友だちと歩こう」プロジェクト / ステューディオスリー）
- 舞妓はレディ（2014年、東宝） - 西郷田助
- 兄消える（2019年）
- 高津川（2019年、ギグリーボックス） - 大庭正
- 誰かの花（2021年、ガチンコ・フィルム） - 野村忠義

### オリジナルビデオ
- 東京交差点（1991年、パーム）
- 暗黒街の勲章 マニラ極道戦争（1992年、東映ビデオ）
- 女猫 美しき復讐者（1992年、にっかつビデオ）

### 舞台
- 今度は愛妻家（2002年11月、俳優座劇場・2002年11月 - 12月、近鉄小劇場） - 原文太
- エネミイ（2010年7月、新国立劇場） - 父 幸一郎
- 英国王のスピーチ（2012年8月-9月、世田谷パブリックシアター・2012年9月、森ノ宮ピロティホール）
- 君は即ち春を吸ひこんだのだ（2016年2月25日-3月1日、恵比寿・エコー劇場、公益社団法人日本劇団協議会）作：原田ゆう・演出：板垣恭一
- 60'sエレジー（劇団チョコレートケーキ第28回公演。脚本：古川健・演出：日澤雄介・企画・制作：劇団チョコレートケーキ。2017年5月3日-21日、サンモールスタジオ） - 遺書での飯田修三（声のみ）

### バラエティ
- モーニングジャンボ奥さま8時半です（TBS）
- 遠くへ行きたい（日本テレビ系）
- 美の巨人たち（テレビ東京系）

### ラジオドラマ
- ラジオ図書館「深夜特急第一便」（TBSラジオ） - 主人公
- ラジオ図書館「深夜特急第二便」（TBSラジオ） - 主人公
- FMシアター「お岩木さまの子供たち」（2016年2月20日、NHK-FM）

### 吹き替え
- 若者のすべて（ロッコ・パロンディ（アラン・ドロン）） ※東京12ch版

### CM
- 関電工
- IBM
- ソニー / Sony Hi-Vision Quality 『孫の学芸会篇』（2007年1月28日 - ） -  祖父
- 住友林業 / フォレストメゾン「叔父のアパート」篇 - 叔父